# Porto Walter
Porto Walter este un oraș în unitatea federativă Acre (AC) din Brazilia.
La recensământul din 2007, Porto Walter avea o populație de 8,170 de locuitori. Localitatea Porto Walter are o suprafață de 6,136 km².